# Alfred Schmidt (Maler, 1942)
Alfred Schmidt (* 6. Dezember 1942 in Potsdam) ist ein deutscher Maler und Grafiker.

## Leben und Werk
Schmidt absolvierte von 1957 bis 1960 in Potsdam eine Lehre als Maler und arbeitete dann in seinem Beruf. Von 1971 bis 1973 studierte er an der Außenstelle Potsdam der Fachschule für Werbung und Gestaltung Berlin-Schöneweide mit dem Abschluss als Ingenieur für Farb- und Oberflächengestaltung. Danach arbeitete er bis 1979 als Farbgestalter. Seitdem ist er in Potsdam freiberuflicher Grafiker und Maler. Er bewohnte über längere Zeit mit der Fotografin Monika Schulz-Fieguth, den Malern Peter Wilde, Manfred Nitsche und Christian Heinze und dem Regisseur Kurt Tetzlaff die Villa Rumpf am Heiligen See. Ab 1982 wohnte und arbeitete er in der Gründerzeit-Villa Seestraße 30 am Heiligen See. 2007 zog er in die Berliner Straße 36 am Tiefen See.
Schmidt war bis 1990 Mitglied des Verbands Bildender Künstler der DDR. Er hatte eine bedeutende Anzahl von Einzelausstellungen und Ausstellungsbeteiligungen, u. a. 1987/1988 an der X. Kunstausstellung der DDR in Dresden. Schmidt ist einer der gefragtesten lebenden Potsdamer Maler. Er sagt, dass er in der DDR nie einen Auftrag von der Gewerkschaft oder der Partei angenommen hat, weil er es nicht nötig hatte.
Nach dem Ende der DDR erwarben Angehörige der neuen Potsdamer Prominenz Bilder Schmidts. 2018 übergab Schmidt dem Potsdam Museum eine Schenkung von 70 Grafiken, darunter 56 Darstellungen von Potsdamer Abrisshäusern, die er seit den frühen 1980er Jahren geschaffen hatte. Die farblich überwiegend dunkel gehaltenen Grafiken zeigen den fortschreitenden Verfall der historischen Potsdamer Altstadt. Bis 2021 veröffentlichte Schmidt über drei Jahrzehnte hinweg seine Potsdam-Bilder in einem Jahres-Kalender.

## Rezeption
„Alfred Schmidt gehört zu den bekanntesten Künstlern in Potsdam, seit Jahrzehnten ist er ein Chronist der Potsdamer Landschaft. Natur und Stadtbild interessieren ihn gleichermaßen. Ein Meister der Pastell Technik und der filigranen Druckgraphik, schafft er es, durch die stimmungsvolle und malerische Atmosphäre immer wieder die Einzigartigkeit des Augenblicks festzuhalten. Alfred Schmidt ist ein Maler, der mit Augenmaß an die Dinge geht und seine gelebte Lebensphilosophie in seiner Kunst zum Ausdruck bringt.“

## Werke (Auswahl)
- Winterlandschaft am Heiligen See (Pastell, 70 × 50 cm)[6]
- Winterlandschaft XVII (Aquatinta; 2002; Potsdam-Museum)[7]

## Personalausstellungen der letzten Zeit
- 2007: Potsdam, Pavillon auf der Freundschaftsinsel („Sehlandschaften und mehr“. Mit Oda Schielicke)
- 2012: Potsdam, Potsdam-Museum („Alfred Schmidt – Ein Potsdamer Künstler“)
- 2014: Rostock, Galerie Klosterformat